# Охотники за привидениями (телесериал)
Охотники за привидениями  (англ. The Ghost Busters) — американский детский телевизионный сериал в жанре фантастического ситкома, транслировавшийся на телеканале Си-би-эс (CBS). Производством занималась американская студия Filmation.
Сериал не связан с фильмом «Охотники за привидениями» 1984 года (хотя Columbia Pictures действительно заплатила Filmation за лицензию на использование названия). Как и фильм, сериал породил свой собственный анимационный сиквел в 1986 году.
В основу сериала были положены юмористические сценки, сосредоточенные на неуклюжести персонажей, как добрых, так и злых. Сериал во многом ссылался на классические фильмы; имена главных героев «Спенсер» и «Трейси» были взяты у знаменитого актёра Спенсера Трейси, а имя «Конг», которое не дали горилле, а человеку — было явной отсылкой к Кинг-Конгу.

## Сюжет
Спенсер, Трейси и Конг представляют собой охотников на привидений, «паранормальных детективов», у которых всё валится из рук. Конг — лидер трио, Спенсер выступает в качестве его партнёра, а Трейси (горилла, которую играл Боб Бёрнс) выступает в роли помощника, водителя автомобиля команды. Их штаб-квартира находилась в запущенном офисном здании в неуказанном городе.
Каждый эпизод строился по одному шаблону: в начале серии появлялся призрак или монстр с определённой угрозой. После Конг отправлял Трейси и Спенсера получить очередное задание от агента Зеро (его озвучивал исполнительный продюсер сериала Лу Шаймер), которое, как правило, было записано на магнитной плёнке и было скрыто внутри какой-то обычной вещи (велосипед, пишущая машинка, игрушка).
После чего команда охотников прибывала в очередное жуткое место (например замок или особняк) с прилегающим кладбищем на окраине города, и после серии фарсовых погонь, злодей был загнан в угол и отправлен обратно в потусторонний мир Призрачным дематериализатором.
Среди отрицательных персонажей встречались герои классических книг и кинофильмов, например монстр доктора Франкенштейна, Дракула, призрак Билли Кида, доктор Джекилл, Летучий голландец и др.

## В ролях
- Форрест Такер — Конг
- Ларри Сторч — Спенсер
- Боб Бёрнс — Трейси
- Лу Шаймер — Зеро (голос)

## Спин-офф
В 1986 году, после успеха фильма «Охотника за привидениями» 1984 года, был выпущен одноимённый мультипликационный сериал с сыновьями Конга и Спенсера: Джеком и Эдди (младшими), унаследовавшими бизнес своих отцов. Горилла Трейси остался из первоначального состава.

## Издания
В 1980-х годах было выпущено не менее трёх кассет стандарта VHS, выпущенных Continental Video.
17 апреля 2007 года фирма BCI Eclipse LLC (по лицензии Entertainment Rights) выпустила все серии на DVD с региональным кодом 1. В наборе было 2 диска, содержащие все 15 оригинальных эпизодов 1975 года. Он также содержал дополнительные материалы: интервью, фотогалереи и редкие кадры.
В 2009 году выпуск DVD был прекращён из-за банкротства BCI Eclipse.